# Fart, flickor och faror
Fart, flickor och faror (engelska: Sherlock, Jr.) är en amerikansk stumfilm från 1924 i regi av Buster Keaton som också spelar huvudrollen.

## Handling
Buster Keaton spelar en biografmaskinist som drömmer om att bli privatdetektiv. Han använder sin sista dollar för att köpa en konfektask åt sin flickvän (Kathryn McGuire), och ändrar prislappen till 4 dollar för att imponera på henne. Hans rival (Ward Crane) stjäl flickans fars fickur och pantsätter det för fyra dollar och placerar kvittot i maskinistens ficka. När pappan märker att uret saknas erbjuder sig maskinisten att lösa brottet men när pantkvittot, som har samma värde som konfektasken, hittas i hans ficka blir han utkastad från flickans hem. Flickan går till pantbanken och får veta att det var rivalen som pantsatt uret.
När bion visar en film om en stöld av pärlor somnar maskinisten och i sin dröm tar han rollen som filmens detektiv Sherlock Jr. I filmen har rivalen med hjälp av en betjänt stulit pärlorna och de försöker stoppa Sherlock Jr med hjälp av fällor. Efter att Sherlock Jr undvikit alla fällor gömmer han sig i rivalens bil och rivalen kör till sitt gömställe. Där blir Sherlock Jr fasttagen och får veta att rivalen har kidnappat flickan och tänker gifta sig med henne. Sherlock Jr flyr på en motorcykel och en vild jakt följer tills motorcykeln kraschar in genom fönstret på gömstället och slår luften ur betjänten som vaktar flickan. Sherlock Jr och flickan flyr i en bil och flickan får tillbaka pärlorna.
Maskinisten vaknar från sin dröm och ser flickan som ber om ursäkt. Maskinisten tar hjälp av filmen för att hantera den romantiska situationen som uppstår.

## Rollista
- Buster Keaton - biografmaskinisten / Sherlock, Jr.
- Kathryn McGuire - flickan
- Ward Crane - rivalen / skurken
- Joe Keaton - flickans far
- Erwin Connelly - betjänten / drängen

## Utmärkelser
Filmen valdes in i National Film Registry 1991.